# ماركوس أنطونيوس أنتيلوس
ماركوس أنطونيوس أنتيلوس (باللاتينية: Marcus Antonius Antyllus) وعرف أيضاً بماركوس أنطونيوس الصغير هو نبيل روماني ولد في سنة 47 ق م وهو ابن مارك أنطوني من زوجته الأولى فولوفيا. على الرغم من عدم كونه ابن لكليوباترا إلا أن مارك أنطوني جعله الوريث الأول له. بعد هزيمة والده أمام أوكتافيان تم اعدامه في سنة 30 ق م.